# O
O, o là chữ thứ 15 trong phần nhiều chữ cái dựa trên tiếng Latin và là chữ thứ 17 trong chữ cái tiếng Việt. O có gốc từ chữ ajin của tiếng Semit, tuy rằng ajin được dùng như một phụ âm. Trong hầu hết các ngôn ngữ dùng chữ cái Latinh, chữ O được đọc như chữ Ô trong tiếng Việt.

## Lịch sử
Hình thức viết của nó vẫn không thay đổi từ thời Phoenicia cho đến ngày nay. Tên của chữ Phoenicia là ʿeyn, có nghĩa là 'con mắt' (eye), và hình dạng của nó bắt nguồn một cách đơn giản như một hình vẽ của mắt người (có thể lấy cảm hứng từ chữ tượng hình Ai Cập tương ứng, xem chữ Proto-Sinai). Giá trị âm thanh ban đầu của nó là của một phụ âm, có lẽ là [ʕ], âm thanh được thể hiện bằng chữ Ả Rập có liên quan ع ʿayn.
Việc sử dụng chữ cái Phoenicia này cho âm nguyên âm là do các bảng chữ cái Hy Lạp đầu tiên, đã sử dụng chữ cái này là O 'omicron' để thể hiện nguyên âm / o /. Chữ cái đã được áp dụng với giá trị này trong bảng chữ cái Italic cũ, bao gồm cả bảng chữ cái Latinh đầu tiên. Trong tiếng Hy Lạp, một biến thể của hình thức sau này đã phân biệt âm thanh dài này (Omega, có nghĩa là "O lớn") với âm o ngắn (Omicron, có nghĩa là "o nhỏ"). Omicron của Hy Lạp đã phát sinh ra chữ cái O trong bảng chữ cái Cyrillic tương tự và chữ Italic đầu tiên 'runic' ᛟ.
Ngay cả các bảng chữ cái không có nguồn gốc từ Semitic có xu hướng có các hình thức tương tự để thể hiện âm thanh này; ví dụ, những người tạo ra các văn bản Afaka và Ol Chiki, từng được phát minh ở các khu vực khác nhau trên thế giới trong thế kỷ trước, cả hai đều gán nguyên âm của chúng là 'O' cho hình dạng của miệng khi phát ra âm thanh này.

## Cách sử dụng khác
- Trong bảng mã ASCII dùng ở máy tính, chữ O hoa có giá trị 79 và chữ o thường có giá trị 111.
- O là một trong 4 nhóm máu chính và gồm hai loại: O+ và O-.
- Trong kinh tế học và tin học, O được sử dụng làm ký hiệu cho đầu ra (output).
- O được gọi là Oscar trong bảng chữ cái âm học NATO.
- Trong bảng chữ cái Hy Lạp, O tương đương với Ο và o tương đương với ο.
- Trong bảng chữ cái Cyrill, O tương đương với О và o tương đương với о.
- O là từ đồng nghĩa với cô để gọi người là em bố chủ yếu dùng ở miền Trung Việt Nam
- Trong hóa học, O là ký hiệu của nguyên tố Oxy